# AsiaSat 3S
O AsiaSat 3S é  um satélite de comunicação geoestacionário que foi construído pela Boeing (Hughes), ele está localizado na posição orbital de 106 graus leste e é era operado pela AsiaSat.

## Lançamento
O satélite foi lançado com sucesso ao espaço em 21 de março de 1999, abordo de um foguete Proton-K a partir do Cosmódromo de Baikonur, no Cazaquistão. Ele tinha uma massa de lançamento de 3.480 kg e uma vida útil estimada de 15 anos.

## Capacidade
O AsiaSat 3S é equipado com 28 transponders em banda C e 16 em banda Ku para fornecer serviços de radiodifusão, internet, multimídia e telecomunicações.